# Stickwitu
„Stickwitu” este al doilea single lansat de grupul american Pussycat Dolls de pa albumul lor de debut, intitulat PCD Titlul piesei reprezintă o combinație și în același timp o prescurtare a cuvintelor „stick”, „with” și „you”. Cântecul face referire la fidelitatea într-o relație. Discuri Single nu au fost lansate în Statele Unite ale Americii, singurul format disponibil fiind cel digital. Cu toate acestea, discuri single au fost imprtate din țări europene sau din Australia. Majoritatea CD-urilor comerciale importate conțineau și cântecul „Santa Baby” împreună cu varianta originală a lui „Stickwitu”. De asemenea, pe același disc single mai este disponibil un remix, realizat în colaborare cu interpretul Avant.
Nigel Dick a regizat videoclipul însoțitor pentru „Stickwit”, a cărui fotografie principală a avut loc în diferite locații în iulie 2005 din Los Angeles, inclusiv Teatrul Orpheum. Pentru a face fiecare membru mai recunoscut, videoclipul urmărește o zi din viața grupului aflat în turneu. Pentru a promova în continuare single-ul, Pussycat Dolls au interpretat cântecul la mai multe apariții la televizor și în timpul turneului lor PCD World Tour (2006–2007) și Doll Domination Tour (2009). Piesa a primit o nominalizare la premiul Grammy pentru cea mai bună interpretare pop dintr-un duo sau un grup cu voce și a fost numită una dintre cele mai grozave cântece de către un grup de fete din toate timpurile de Billboard.

## Lista melodiilor
- CD promoțional pentru SUA

1. „Stickwitu” (Remix R&B; în colaborare cu Avant)
2. „Stickwitu” (Versiunea existentă pe album)
3. „Stickwitu” (Negativ pentru varianta R&B)

- Disc Single pentru Regatul Unit

1. „Stickwitu” (Versiunea existentă pe album)
2. „Stickwitu” (Remix R&B; în colaborare cu Avant)

- Maxi single pentru Regatul Unit/ variantă internațională

1. „Stickwitu” (Versiunea existentă pe album)
2. „Santa Baby”
3. „Stickwitu” (Remix R&B; în colaborare cu Avant)
4. „Stickwitu” (videoclip)

## Prezența în clasamente
„Stickwitu” a debutat pe locul 85 în clasamentul Billboard Hot 100, atingând poziția cu numărul 5 câteva săptămâni mai târziu., devenind cel de-al doilea single clasat în top 5 în această țară. De asemenea, „Stickwitu” a atins poziția secundă în clasamentul Billboard Pop 100 și poziția maximă în Billboard Pop Airplay.
În Europa, cântecul a activat în top 10 în clasamentele unor țări ca: Belgia, Elveția, Irlanda, Norvegia, Olanda, Regatul Unit și România. În clasamentul Euro 200, „Stickwitu” a activat în top 10, ocupând treapta cu numărul 4, devenind cea de-a doua clasare în top 10 a grupului Pussycat Dolls în acest top, după „Don't Cha”. „Stickwitu” a activat și în Romanian Top 100, unde s-a clasat în top 10, ocupând treapta cu numărul 8, după câteva săptămâni de la debut.
În Oceania, piesa s-a bucurat de un succes superior celui european. În Australia, melodia a fost foarte apreciată, ocupând poziția secundă în Australian Singles Chart. Un succes asemănător a experimentat și în Noua Zeelandă, unde, spre deosebire de predecesorul său nu a debutat direct pe prima poziție, ci a atins—o ulterior. Cu toate acestea, „Stickwitu”, a rezistat în fruntea clasamentului timp de două săptămâni, spre deosebire de predecesorul său care a staționat în vârful clasamentului neozeelandez doar o săptămână.

## Clasamente
| Clasament               | Poziția maximă | Referință |
| ----------------------- | -------------- | --------- |
| Australia Single Charts | 2              | [ 3 ]     |
| Austrian Single Charts  | 11             | [ 3 ]     |
| Belgium Single Charts   | 5              | [ 3 ]     |
| Brasil Hot 100          | 28             | [ 6 ]     |
| Canadian Singles Chart  | 3              | [ 3 ]     |
| Czech Singles Chart     | 13             | [ 7 ]     |
| Dutch Top 40            | 2              | [ 3 ]     |
| Euro 200                | 4              | [ 8 ]     |
| French Singles Chart    | 17             | [ 3 ]     |
| German Singles Chart    | 11             | [ 3 ]     |
| Grece Singles Chart     | 19             | [ 9 ]     |
| Irish Singles Chart     | 2              | [ 3 ]     |

| Clasament                      | Poziția maximă | Referință |
| ------------------------------ | -------------- | --------- |
| Italian Singles Chart          | 18             | [ 3 ]     |
| New Zeeland Singles Chart      | 1              | [ 3 ]     |
| Norvegia Singles Chart         | 3              | [ 3 ]     |
| Romanian Singles Chart         | 8              | [ 4 ]     |
| Sweeden Singles Chart          | 28             | [ 3 ]     |
| Swiss Singles Chart            | 6              | [ 3 ]     |
| UK Singles Chart               | 1              | [ 3 ]     |
| U.S. Billboard Hot 100         | 5              | [ 3 ]     |
| U.S. Billboard Hot 100 Airplay | 5              | [ 10 ]    |
| U.S. Billboard Pop 100         | 2              | [ 10 ]    |
| U.S. Hot R&B/Hip-Hop Songs     | 63             | [ 10 ]    |
| United World Chart             | 2              | [ 3 ]     |

## Predecesori și succesori
| Predecesor: „Hung Up” de Madonna          | Locul 1 în UK Singles Chart 4 decembrie 2005 – 18 decembrie 2005         | Succesor: „JCB” de Nizlopi               |
| Predecesor: „Jingle Bells” de Crazy Frog  | Locul 1 în New Zealand Singles Chart 2 ianuarie 2006 – 9 ianuarie 2006   | Succesor: „My Humps” de Black Eyed Peas  |
| Predecesor: „My Humps” de Black Eyed Peas | Locul 1 în New Zealand Singles Chart 16 ianuarie 2006 – 23 ianuarie 2006 | Succesor: „Push the Button” de Sugababes |